# کلاود ۹
کلاود ۹ (انگلیسی: Cloud 9) یک فیلم کمدی ورزشی به کارگردانی «هری بِیزیل» است که در سال ۲۰۰۶ انتشار یافت. در وبگاه جمع‌آوری نقد راتن تومیتوز، ٪۶۷ از ۶ بررسی منتقدان مثبت است  است.

## بازیگران
- برت رینولدز[۳]
- گری بیوسی
- توماس آرنلد
- پال رودریگز
- انجی اورهارت
- پل وسلی
- گابریل ریس
- کاترین وینیک
- مارنت پترسون
- کنیا مور
- پاتریسیا د لئون
- تونی دنزا